# Ian McEwan
Ian McEwan (Aldershot, 21 juni 1948) is een Britse schrijver. Dankzij het grote succes van zijn boeken, zoals Atonement (2001), waarvan miljoenen zijn verkocht, geldt McEwan als de belangrijkste levende Britse romancier.

## Biografie
McEwan, zoon van legerofficier David McEwan en Rose Lilian Violet (Moore), bracht een groot deel van zijn jeugd door op legerbases in Singapore, Duitsland en Libië. Eenmaal teruggekeerd in Engeland genoot McEwan zijn opleiding aan het prestigieuze Eton College en studeerde Engels aan de Universiteit van Sussex. Daarna werd hij de eerste masterstudent in de studierichting Creatief Schrijven, die aan de Universiteit van East Anglia was opgezet door beroemde schrijvers als Malcolm Bradbury en Angus Wilson.
Hij trouwde in 1982 met Penny Allen (een genezeres en astrologe). Dit huwelijk eindigde in 1995 in een vechtscheiding. Daarna huwde hij de journaliste Annalena McAfee, hoofd van de boekenredactie van de Britse krant The Guardian.
McEwan is lid van de Royal Society of Literature en de Royal Society of Arts. In 2000 werd hij benoemd tot Commandeur in de Orde van het Britse Rijk. In 2023 werd hij door koning Charles III benoemd tot een van 65 leden van de Orde van de Eregezellen.

## Thematiek
Zijn romans raken aan verschillende thema’s, die hij verweeft met de plot. Atonement ('Boetekleed') belicht de levens van drie mensen die allen beïnvloed zijn door een inschattingsfout van een jong meisje, waardoor uiteindelijk hun levensloop dramatisch zal veranderen. McEwan confronteert de lezer met het dilemma tussen (vermeende) schuld en daarvoor moeten boeten.
Ook in de roman Saturday (2005) verkent McEwan de spelingen van het (nood)lot. De hoofdpersoon is een hersenchirurg en binnen één etmaal zal zijn leven voor altijd veranderen. Als arts is hij gewend om de regie in handen te hebben, maar gaandeweg begint hij te begrijpen hoe het voelt, wanneer je in een situatie terechtkomt waarover je geen enkele controle hebt.
Angst is een belangrijk thema in zijn werk. Volgens Ian McEwan is de samenleving geobsedeerd door angst. De media gebruiken het als middel om de aandacht van het publiek te trekken, maar het leidt, volgens hem, tot onverschilligheid over het lot van slachtoffers van rampen en misdaad. Totdat, zoals bij de hoofdpersoon van Saturday, het eigen leven in gevaar komt.
On Chesil Beach uit 2007 analyseert de relatie tussen een man en een vrouw die worstelen met hun verbintenis die zij willen bezegelen door een huwelijk. McEwan focust op de huwelijksnacht van het paar en pelt de consequenties af van de verwachtingen die de maatschappij aan hen stelt. Het verhaal speelt zich af in een tijd waarin het huwelijk nog de meest geëigende en volwassen vorm van samenleving was.
Een ander belangrijk thema is de ratio. Waarom gedraagt zich een rationele persoon of maatschappij zich bij tijden zo irrationeel. Hij geeft als voorbeeld de Tweede Wereldoorlog, waarin de geallieerden in feite dezelfde wapens gebruikten als de Duitsers: grootscheepse bombardementen en zelfs atoombommen op Japan. Kun je kwaad zonder kwaad vergelden? Volgens McEwan is dit onmogelijk.
Naarmate McEwan ouder werd, kreeg hij, naar eigen zeggen, steeds meer de behoefte te ontsnappen uit het duistere universum, waarin zijn personages bivakkeerden, alsof er geen buitenwereld bestond. "Ik heb de wereld steeds meer omhelsd."

## Stijl
Zijn stijl wordt als volgt omschreven: sterke aandacht voor het detail, een zekere mate van realisme en het geloof dat alles de potentie heeft om interessant te worden, wanneer je het van zeer nabij onderzoekt. Vaak is er ook een willekeurige gebeurtenis die als kantelpunt fungeert voor de personages die verder met de consequenties ervan moeten leven.
Het schrijfproces begint met het typen op zijn laptop, vaak vijf- tot tienduizend woorden heel snel achter elkaar, en hij ziet wel, waar zijn denkpad hem naartoe leidt. De verbeelding doet zijn werk en brengt hem soms tot verrassende ontdekkingen. Na het ontbijt begint hij met het uitwerken van zijn aantekeningen en tijdens de lunch heeft hij twee personages op papier staan, die hij ’s ochtends vroeg nog niet kende.
McEwan heeft een geheel eigen literair geluid, maar kan in zekere zin vergeleken worden met de Amerikaanse romanschrijver John Updike. Zij waren ook met elkaar bevriend. Zozeer dat, na de dood van Updike, McEwan verzuchtte dat "hij een unieke, onvervangbare persoon verloren had". Hij bewondert John Updike vanwege diens visuele zeggingskracht en McEwan streeft er ook in zijn eigen werk naar, dat je, als lezer, dingen voor je kan zien. Dat kan zijn een gesprek tussen twee mensen, een gebeurtenis of wat dan ook. Hij gebruikt daarvoor een aantal sleutelelementen, zoals levendige en specifieke details.
Veertig procent van wat onze hersens verwerken voltrekt zich via beelden. Het visuele dringt diep door in andere delen van het brein, zoals taal en emoties. Mensen, zegt McEwan, zijn visuele wezens en de roman, meer nog dan de film, geeft de beste mogelijkheid om dingen voor je te zien.
McEwan heeft geen ideale lezer voor ogen. Hij is zelf zijn eerste lezer en neemt daarbij een houding aan, die hij beschrijft als uitermate sceptisch. Hij bekritiseert zichzelf regelmatig op punten van geloofwaardigheid of een zwak plot. Het is in feite een samenvatting van alle vijandige recensies, die hij op zijn werk heeft gehad en hij beschouwt het als een nuttig instrument.
In een fragment uit Zaterdag laat McEwan de hoofdpersoon verwoorden, hoe hij regelmatig twijfelt over zijn rol als schrijver: "Hij wil zijn tijd niet verlummelen met even te gaan liggen of zitten. Hij wil ook geen waarnemer van het leven van anderen zijn, of van hun denkbeeldige leven. Hij hoeft de wereld ook niet opnieuw uit te vinden, maar alleen maar proberen te verklaren. Het tijdsgewricht is al vreemd genoeg; waarom zou je dingen verzinnen?"

## Machines zoals ik
Een van zijn recentste boeken, Machines Like Me, verscheen in 2019 in Nederlandse vertaling als Machines zoals ik. Het thema is de opkomst van kunstmatige intelligentie (AI) en de gevolgen die AI heeft voor de samenleving. McEwan schetst een toekomst, waarin duidelijk moet worden wat het verschil is tussen menselijke en kunstmatige intelligentie en hoe de één de ander beïnvloedt.
Machines like me gaat over een man van begin 30 die de erfenis van zijn moeder benut om een eerstegeneratie robot te kopen. Het is een mannelijke robot en hij heet Adam. Hij is zo levensecht dat zijn huid warm aanvoelt; hij heeft een polsslag en beschikt over een groter aantal gelaatsuitdrukkingen dan de meeste mensen. De hoofdpersoon heeft een vriendin en samen besluiten zij Adam, als ware het een kind, op te voeden. Wanneer de robot tot leven komt, vraagt hij meteen om kleren. McEwan beschrijft de gezelligheid, die er tussen mensen en machines kan ontstaan. "Zijn adem rook naar de achterkant van een warm TV toestel."

Hans Bouman komt in de Volkskrant tot de conclusie dat de robot Adam eigenlijk een interessanter wezen is dan de mensen in het boek.

## Verfilmde werken
Veel werken van Ian McEwan vormden de basis voor een speelfilm. Paul Schrader verfilmde in 1990 The Comfort of Strangers met rollen voor Christopher Walken en Helen Mirren. Zijn debuutroman The Cement Garden kreeg in 1993 een verfilming, met in de hoofdrollen Charlotte Gainsbourg en Andrew Robertson. John Schlesinger bracht The Innocent op het witte doek en Roger Michell tekende voor de regie van Enduring Love in 2004. In 2007 werd zijn boek Atonement verfilmd.

## Bijzonderheden
In zijn persoonlijke leven ervoer McEwan episodes die nog vreemder waren dan hijzelf had kunnen verzinnen. Hij ontdekte in 2002 dat hij een broer had, die tijdens de Tweede Wereldoorlog door zijn moeder was afgestaan voor adoptie. Zijn broer is metselaar en heet David Sharp. Hij is zes jaar ouder dan Ian McEwan en werd geboren toen hun moeder getrouwd was met een andere man. Nadat haar eerste echtgenoot was gesneuveld in de oorlog hertrouwde McEwans moeder met haar minnaar, en Ian werd enkele jaren later geboren. Sharp heeft zelf ook een boek over zijn adoptie geschreven: Complete Surrender (Totale Overgave).
McEwan werd, in zekere zin, geconfronteerd met de fatwa die over Salman Rushdie was uitgesproken. Rushdie dook onder in een cottage van McEwan in de Cotswolds.
Libië kent hij van nabij, omdat hij er een deel van zijn jeugd heeft doorgebracht. Sinds 1960 is hij er niet meer geweest. Op televisie zag hij beelden van Moamar al-Quadhafi die een lange, warrige toespraak hield, naast de ruïne van een door de Amerikanen gebombardeerd gebouw. "Dat was mijn oude lagere school."
McEwan maakt deel uit van een illuster vriendengroepje, met beroemdheden als Salman Rushdie, Richard Dawkins en wijlen Christopher Hitchens. "We raken allemaal aardig op de leeftijd dat mensen ziek (kunnen) worden. Het begint allemaal afschuwelijk eindig te voelen. Maar ook daarover kun je uitstekend praten of schrijven."

## Verzameld werk

### Romans
- First Love, Last Rites (1975) Nederlands: De laatste dag van de zomer
- In Between the Sheets (1978) Nederlands: Tussen de lakens
- The Cement Garden (1978) Nederlands: De cementen tuin
- The Comfort of Strangers (1981) Nederlands: De troost van vreemden
- The Child in Time (1987) Nederlands: Het kind in de tijd
- The Innocent (1989) Nederlands: De brief in Berlijn
- Black Dogs (1992) Nederlands: Zwarte honden
- Enduring Love (1997) Nederlands: Ziek van liefde
- Amsterdam (1998)
- Atonement (2001) Nederlands: Boetekleed
- Saturday (2005) Nederlands: Zaterdag
- On Chesil Beach (2007) Nederlands: Aan Chesil Beach
- Solar (2010)
- Sweet Tooth (2012) Nederlands: Suikertand
- The Children Act (2014) Nederlands: De kinderwet
- Nutshell (2016) Nederlands: Notendop
- Machines like me (2019) Nederlands: Machines zoals ik
- The Cockroach (novelle, 2019)[19]
- Lessons (2022)

### Jeugdliteratuur
- Rose Blanche (1985)
- The Daydreamer (1994)

### Toneelstukken
- The Imitation Game (1981)
- For You (2008)